# Ла Маджоне
Церковь Ла Маджоне (итал. Chiesa della Magione) — церковь в честь Святой Троицы в восточной части Палермо (квартал Кальса), образец архитектуры позднего норманнского периода. Входит в состав архиепархии Палермо, один из трёх храмов архиепархии, носящих почётный статус «малой базилики».
Храм был построен на средства Маттео д'Аджелло (умер в 1193 году), видного государственного деятеля Сицилийского королевства при Вильгельме I Злом, Вильгельме II Добром и Танкреде. Различные источники называют дату закладки храма в промежутке между 1150 и 1190 годами. В 1191 году Маттео д’Аджелло передал построенную им церковь цистерцианцам, которых в 1197 году по воле императора Генриха VI сменили рыцари Тевтонского ордена. С конца XV века Ла Маджоне стал рядовым приходским храмом. Храм серьёзно пострадал во время Второй мировой войны, но был восстановлен в 1950—1960-е годы. В ходе реставрации были удалены многочисленные барочные элементы, в результате чего Ла Маджоне оказался одним из немногих образцов позднего сицилийско-норманнской архитектуры, освободившейся к концу XII века от арабского влияния.
Строгий фасад церкви представляет собой композицию из трёх ярусов глухих арок, но уже без характерных для соборов Монреале и Палермо сложных инкрустаций и арочных переплетений. Аналогичная композиция из глухих арок повторяется в трёхчастной апсиде.
В плане Ла Маджоне представляет собой трёхнефную базилику. Узкие боковые нефы отделяются от главного двумя рядами мраморных колонн, на которые опираются стрельчатые арки. Строгий интерьер практически лишён украшений. В северном (левом) нефе сохранились несколько надгробий рыцарей Тевтонского ордена.
К северной стене Ла Маджоне примыкает клуатр — внутренний двор бывшего монастыря. Периметр клуатра образован рядами сдвоенных колонн с изящными капителями и стрельчатыми арками. Эти характерные элементы свидетельствуют о том, что над клуатром Ла Маджоне трудились мастера, работавшие в Монреале.

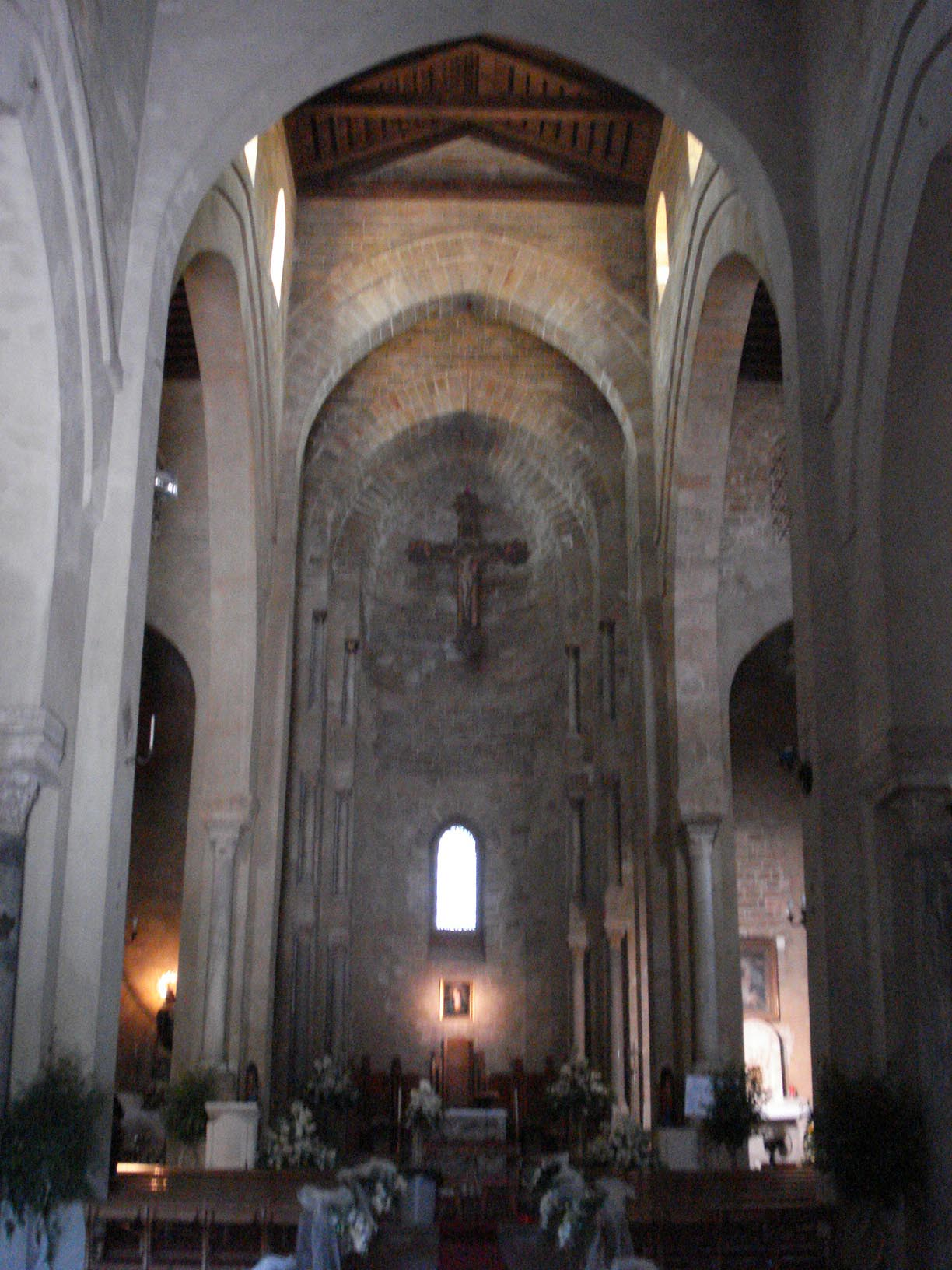
Интерьер
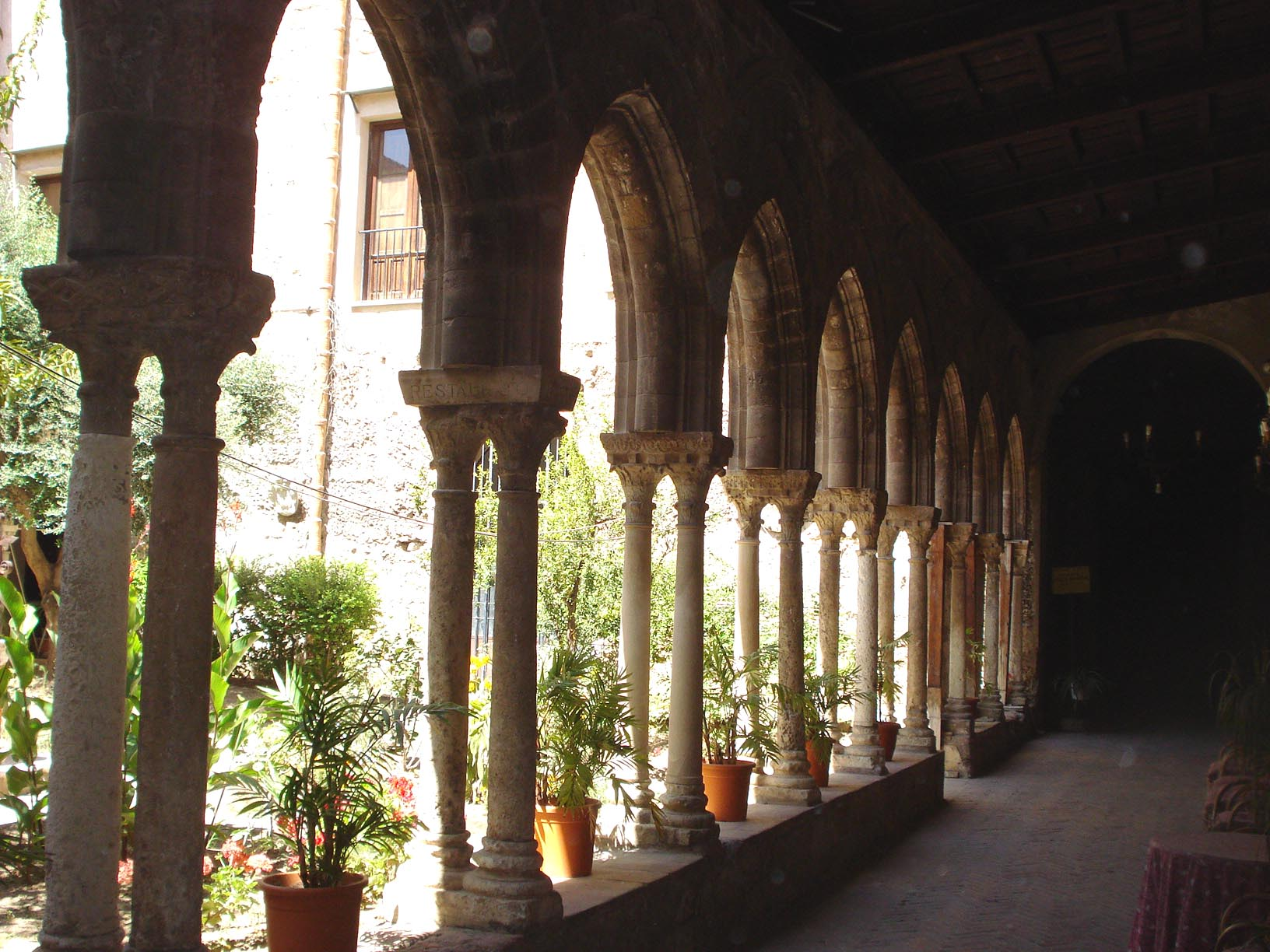
Клуатр
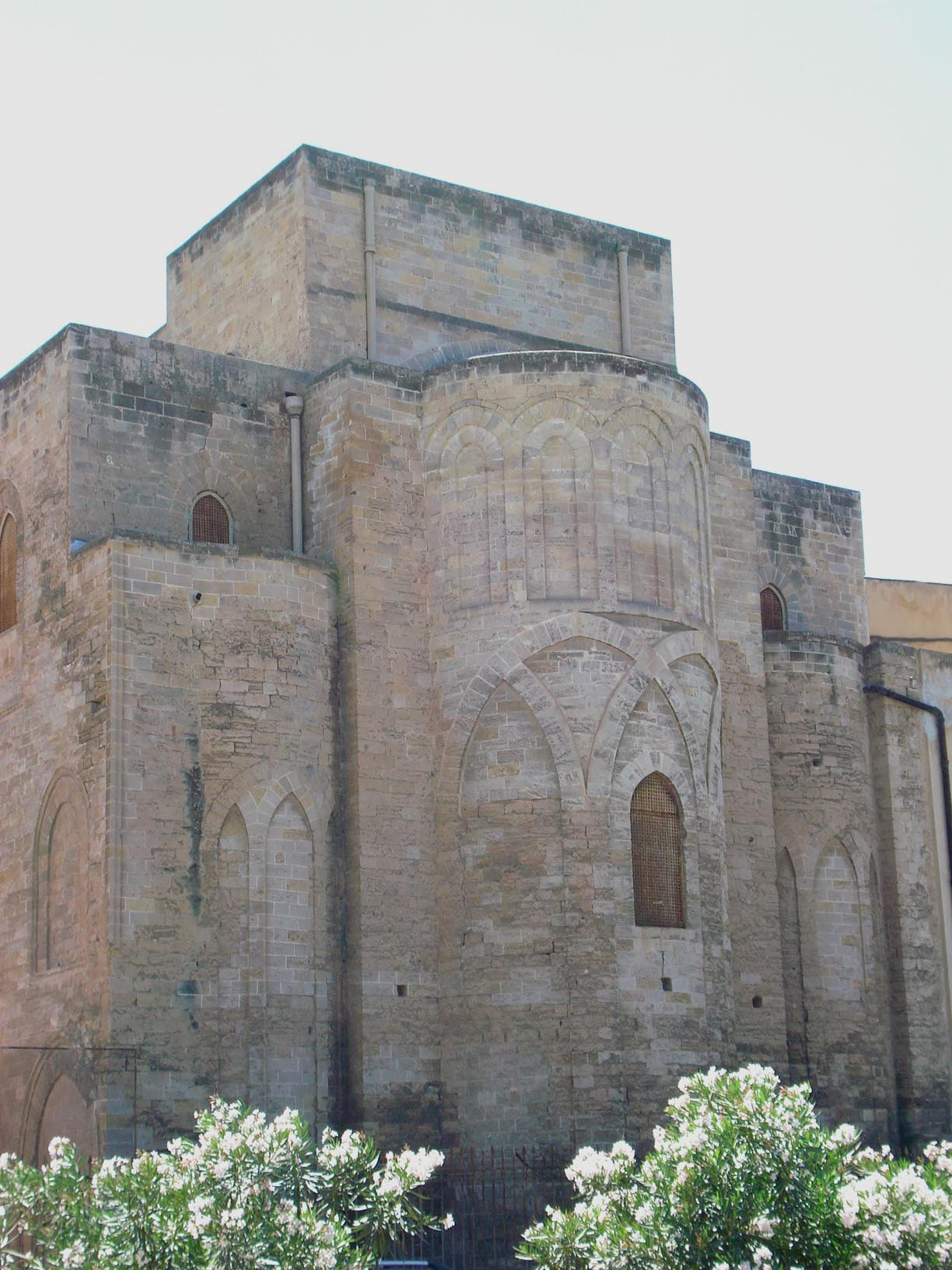
Апсида